# Idriss Aberkane
Pour les articles homonymes, voir Aberkane.
Idriss Aberkane, né le 23 mai 1986, est un conférencier, essayiste et polémiste français. Il est médiatisé notamment pour ses conférences de développement personnel, ses interventions et ses entretiens à caractère polémique voire complotiste sur YouTube.
Il fait l'objet de critiques, pour avoir gonflé son CV et pour l'utiliser afin de traiter de sciences qui ne sont pas dans son domaine de compétence. La crédibilité scientifique de ses déclarations et de ses publications est également remise en question. Ses travaux et ses positions politiques sont régulièrement sujets à critiques.
Il crée des entreprises, comme General Bionics en 2018 qui principalement diffuse ses livres et est liquidée en 2019, et la Fondation Bioniria la même année, qui mènerait quelques opérations humanitaires au Sénégal avant de voir ses comptes gelés en 2022 par la justice suisse, en même temps que ses autres sociétés.
Dans les années 2020, il diffuse des thèses complotistes et de fausses informations sur la pandémie de Covid-19, devenant ainsi l'une des figures du mouvement antivax.

## Biographie

### Famille et origines
Idriss Jamil Aberkane, né le 23 mai 1986, à Pithiviers (Loiret), est de nationalité française d'origine algérienne, plus précisément kabyle.

### Formation
En 2005, il obtient un DEUG mention très bien de biologie à l'Université Paris-Sud. La même année, il est également admis sur dossier en première année de magistère de biologie à l'École normale supérieure.
En 2013, Idriss Aberkane dépose une thèse en diplomatie au Centre d'études diplomatiques et stratégiques. Le doctorat que lui délivre le CEDS est un diplôme non reconnu par l'État français,.
En 2014, il obtient un doctorat en littérature comparée à l'Université de Strasbourg,.
En 2016, il obtient un doctorat en sciences de gestion, préparé à l'École polytechnique et soutenu à l'Université Paris-Saclay,, celui-ci est cependant remis en cause pour des accusations de plagiat.

### Activités

#### Médiatique
En 2015, Idriss Aberkane est impliqué dans diverses prises de parole, dont il diffuse ensuite les vidéos sur les réseaux sociaux. Celles-ci comptabilisent des millions de vues et des dizaines de milliers de partages. En 2016, Aberkane publie le livre Libérez votre cerveau ! qu'il présente comme un ouvrage de vulgarisation sur les neurosciences et l'économie du savoir. Initialement tiré à 13 000 exemplaires, il est réimprimé à 40 000. Ce succès de librairie est suivi de plusieurs invitations et portraits d'Aberkane dans les médias,.
Lors de la pandémie de Covid-19, il endosse une posture hostile aux mesures sanitaires et apporte son soutien à des personnalités controversées pour leur propos concernant la maladie, son traitement ou le vaccin, telles que Didier Raoult, Christian Perronne ou l'avocat Fabrice Di Vizio.

#### Entreprises
Idriss Aberkane possède plusieurs entreprises, notamment Eirin International au Sénégal (une société de microcrédit agricole), et Scanderia (société de jeux éducatifs). Aucune de ces entreprises ne semble cependant avoir d'activité réelle en dehors de la promotion d'Idriss Aberkane,.
Selon Thomas C. Durand, la société de jeux sérieux « Scanderia » fondée par Aberkane n'a pas produit le moindre jeu, et son site web est à l'abandon depuis août 2014. Par ailleurs, il serait impossible de trouver des informations sur l'activité de sa société de microcrédits agricoles, Eirin International, qui n'est mentionnée que sur des pages web liées à Aberkane.
En 2017, Idriss Aberkane s'installe à Concise en Suisse, un village limitrophe du canton de Neuchâtel. C'est dans ce canton qu'il crée, avec un Neuchâtelois, la société General Bionics en 2018, qu'il présentait comme « le futur "McKinsey du biomimétisme" »,. Idriss Aberkane déménage à Neuchâtel et la société s'établit à Colombier. Dans la région neuchâteloise, il crée des sociétés, Chréage, General Bionics ou GBionics. Toutes ont un rapport à l'informatique et les logiciels et s'orientent vers de la recherche et développement « en mathématique, intelligence artificielle, économie et bio-inspiration » selon son partenaire, qui indique « avoir perdu la trace d'Idriss Aberkane lorsque ce dernier a déménagé à Berne ». Les deux hommes attirent par exemple des professeurs français qui souhaitent collaborer sur des thèses ou des investisseurs dans les cryptomonnaies. Un contrat avec l'Université Mohammed VI Polytechnique au Maroc est même pressenti, selon un partenaire. Lorsqu'un troisième homme entre dans l'équation, l'associé initial est évincé. Celui-ci est poursuivi par Idriss Aberkane pour, notamment, abus de confiance. Il est acquitté en 2021, le tribunal de police de Boudry estimant qu'il n'a pas détourné d'argent à son intérêt.
General Bionics est fermée et est placée en liquidation à l'automne 2019, et fait l'objet d'une enquête pour des soupçons de « gestion déloyale » de la part du ministère public du canton de Neuchâtel,. Le chiffre d'affaires de la société provient essentiellement des livres et des conférences données par Idriss Aberkane. Idriss Aberkane estime que son livre Libérez votre cerveau ! lui rapportait 50 000 francs suisses par mois contre 7 000 en 2024.

#### Fondation Bioniria
En 2018, Idriss Aberkane fonde la « fondation Bioniria ». Elle est d'abord domiciliée dans les locaux de GBionics à Colombier puis, en 2020, est transférée à Neuchâtel. Elle promeut « le développement durable et la bio-inspiration à l'échelle internationale », et les activités philanthropiques d'Idriss Aberkane en Afrique et en Amérique latine, notamment d'après son site internet des projets d'alphabétisation, de prêt à taux zéro ou des activités liées à la biodiversité,.
En 2022, il s'agit de la seule société d'Idriss Aberkane encore existante. D'après des proches d'Aberkane, elle aurait mené quelques activités humanitaires au Sénégal avant d'être gelée par la justice suisse, comme toutes ses autres sociétés. Idriss Aberkane possède également jusqu'à cette date une société basée à Zoug, dans un centre d'affaires où diverses sociétés liées aux cryptomonnaies opèrent, mais la faillite est prononcée en 2022 par manque d'actifs.

## Prises de position politiques
En avril 2022, Idriss Aberkane prend position publiquement lors de l'entre-deux tours de l'élection présidentielle française de 2022 en appelant à une « union sacrée » contre Emmanuel Macron en faveur de Marine Le Pen.

## Controverses

### Sur soncurriculum vitae

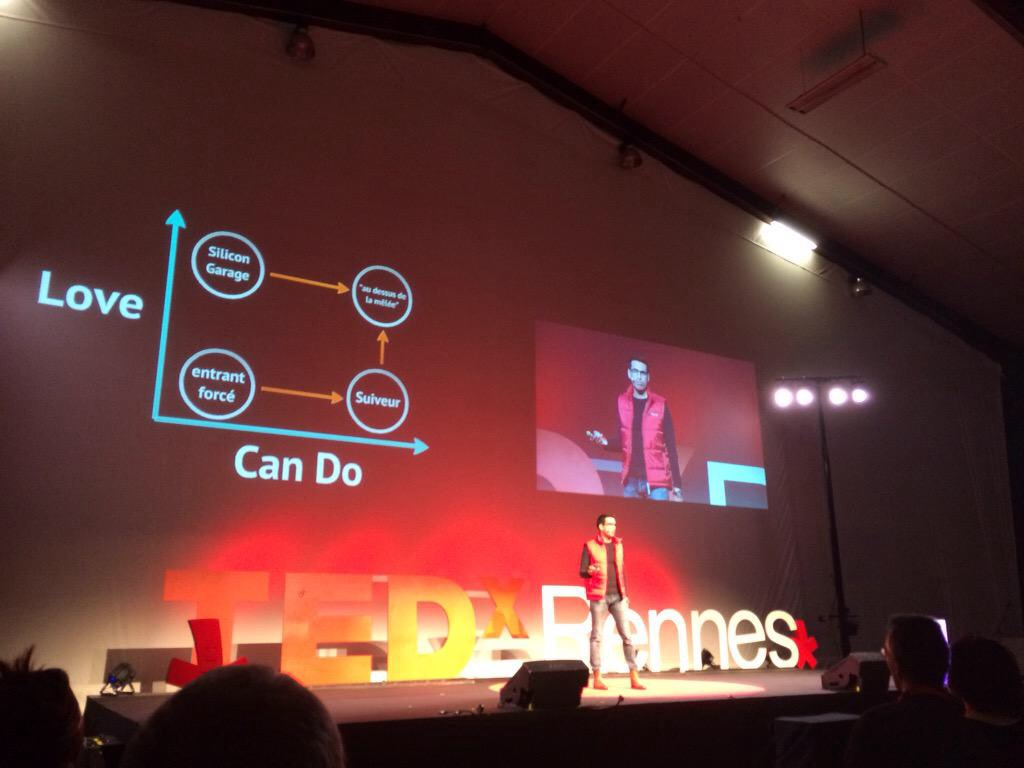
Idriss Aberkane décrivant son diagramme Love Can Do au TEDx de Rennes en 2015.

En octobre 2016, au moment de la publication de Libérez votre cerveau !, Idriss Aberkane apparaît dans le paysage médiatique en se présentant comme « consultant international titulaire de trois doctorats ayant donné plus de 160 conférences sur quatre continents, dont cinq TEDx, et créé trois entreprises en France et en Afrique ». La une du Point le présente comme « chercheur à CentraleSupélec et à l'École polytechnique […] également affilié à l'université Stanford et au CNRS », précisant être « enseignant-chercheur à Paris-Saclay via CentraleSupélec ». Ce CV « hors norme » est généralement mis en avant lors de ses interventions télévisuelles, par exemple dans l'émission Actuality du 12 octobre 2016 où Thomas Thouroude le présente comme « enseignant-chercheur à l'École polytechnique, docteur en neurosciences ».
Le 24 octobre 2016, Le Monde consacre un portrait dithyrambique à Aberkane dans sa rubrique « Science & Médecine » : on y découvrait un « jeune chercheur » d'à peine 30 ans, « bardé de diplômes » et « passionné de neurosciences, biologie, informatique, mathématiques, philosophie, géopolitique », qui s'est donné pour mission d'« ouvrir les sciences au grand public ». Le milieu académique se penche sur son CV et montre, selon Sebastian Dieguez, chercheur en neuroscience, que le CV d'Aberkane est « gonflé aux hormones ». Le Monde supprime alors l'article de son site pendant quelques heures pour y apporter des modifications, indiquant notamment que le CV d'Idriss Aberkane est « flatteur » et qu'il « joue des codes honorifiques d'un milieu académique souvent plus frileux », révélant qu'il n'est en fait pas « normalien » comme annoncé précédemment mais a été « prédoctorant » à l'École normale supérieure,. Lors d'une interview donnée dans L'Écho en 2017, Aberkane évoque son échec à Normale Sup ainsi que le refus de sa thèse.
Plusieurs enquêtes mettent alors en lumière qu'il n'est ni enseignant-chercheur à CentraleSupélec (« Idriss Aberkane est certes enseignant vacataire à Supélec. Mais il n'y effectue "aucune activité de recherche" »), ni chercheur au CNRS ou à l'École polytechnique (« Ayant fini sa thèse en début d'année, Idriss Aberkane reste chercheur associé au laboratoire pendant 1 an, mais il n'est ni enseignant-chercheur CNRS, ni Polytechnique »). L'École polytechnique précise par ailleurs en 2018 qu'« Idriss Aberkane n'a jamais été chercheur à l'X. Il a obtenu un diplôme de docteur en science de gestion de l'université Paris-Saclay auprès d'un professeur de l'X. Nous n'accordons aucune caution scientifique à ses conférences. »,.
La version donnée par Aberkane de son parcours scolaire a fait l'objet d'enquêtes de vérification des faits qui ont révélé de nombreuses manipulations et exagérations, notamment concernant ses prétendus multiples doctorats, qu'il met en avant en se présentant comme un « hyper docteur ». Thomas C. Durand affirme que le fait que toutes ces thèses aient été effectuées dans des disciplines non étudiées par Aberkane, dirigées et évaluées par le même petit groupe de personnes dont presque aucune n'exerce dans les disciplines revendiquées, suggère qu'il s'agit de « thèses de complaisance », sans réelle valeur universitaire, ce que semble confirmer l'absence de publications universitaires significatives issues de ces travaux. Selon Durand, des trois doctorats revendiqués par Aberkane, deux seulement sont recensés sur la base de données françaises sur les thèses (theses.fr) : une thèse de doctorat en littérature générale et comparée à l'université de Strasbourg, et une autre en sciences de gestion sur l'« économie de la connaissance », et aucun n'implique la moindre compétence en « neurosciences » ; de plus, la composition du jury de sa thèse en littérature est sujette à caution, les professeurs présents n'étant pas spécialistes du domaine abordé.
Enfin, le président du comité d'éthique de l'École polytechnique informe en 2023 que le 2 septembre 2022, la délibération a à l'unanimité proposé l'annulation de la thèse d'Idriss Aberkane pour plagiat et du fait d'un refus absolu de celui-ci de discuter. L'université Paris-Saclay et l'École polytechnique se renvoient alors la responsabilité d'annuler le doctorat d'Idriss Aberkane.

### Sur ses travaux
Les « recherches » d'Idriss Aberkane sont critiquées notamment en raison du fait qu'il met surtout en avant son parcours d'études plutôt que les résultats de son travail, alors qu'il se présente en tant que chercheur titulaire de trois doctorats obtenus entre 2013 et 2016 (« diplomatie », « littérature comparée » et « économie de la connaissance »). Midi libre indique par exemple que des chercheurs signalent la faible quantité des publications scientifiques d'Aberkane depuis 2016 et précise que CentraleSupélec n'a plus de contact professionnel avec ce dernier depuis 2017. La Société des neurosciences française ne le considère pas comme un chercheur, étant donné qu'il n'a aucune activité de recherche identifiable : « il ne publie pas dans les revues et ne présente pas ses résultats dans les conférences scientifiques ».
Ses quelques publications académiques sont toutes fantaisistes, et ont été publiées dans des « revues prédatrices », c'est-à-dire de fausses revues scientifiques publiant tous les articles qu'on leur envoie sans relecture et moyennant finance, mais les bases de données plus restrictives ne connaissent jamais le nom d'Aberkane.
L'Express pointe également que son livre Libérez votre cerveau !, censé être sa référence en matière de neurosciences, « comporte de grossières erreurs qu'un spécialiste aurait évitées », et multiplie à la place les métaphores « qui rendent parfois sa lecture difficile » et d'abuser de mots — parfois de son invention — comme « neurodroits, neurochronologie, neuro-infirmité, neuro-inspiration, neurocybernétique, neuronaissance, neuropsychologie, neurophénoménologie, neurofascisme, neurodatasome » sans en expliquer le sens, au risque d'aller à l'encontre de ce que devrait représenter un travail de vulgarisation scientifique.
Ses talents de vulgarisateur et ses qualités transdisciplinaires sont défendus par des membres de ses jurys de thèse, tandis que d'autres chercheurs se montrent plus sceptiques sur ses compétences — allant même jusqu'à l'accuser de produire de la « poudre aux yeux » — et soulignent que ses publications académiques sont peu nombreuses. Sur ce point, Aberkane répond : « Mes ennemis ne m'ont jamais rencontré et n'ont pas lu mes travaux. Je publie moins car je fais de la recherche industrielle, et l'on est tenu à la confidentialité » et affirme que ses travaux ne sont pas accessibles car soumis au secret industriel et secret défense. Néanmoins, cette version est contredite par le Ministère des Armées qui affirme n'avoir jamais collaboré avec lui.
Dans un billet de blogue qu'il rédige avec plusieurs scientifiques, le journaliste Olivier Monod critique la chronique vidéo hebdomadaire Le biomimétisme selon Idriss Aberkane, diffusée sur le site du Point de janvier à août 2017. Il explique que la plupart de ces émissions sont basées sur des approximations, voire des aberrations scientifiques que ne saurait justifier un souci de vulgarisation.
Nicolas Gauvrit, mathématicien français spécialisé en psychologie et en sciences cognitives, conteste la rigueur scientifique du travail d'Aberkane. Ainsi, concernant l'affirmation d'Aberkane selon laquelle l'ensemble des connaissances est infini, Nicolas Gauvrit remarque que la seconde « démonstration » apportée par Aberkane est mathématiquement fausse, car impossible en vertu du théorème de Cantor. Il analyse ensuite d'autres exemples, jugeant que l'approche d'Idriss Aberkane dans ses travaux sur l'économie de la connaissance consiste à agrémenter ses formules mathématiques de « phrases qui semblent profondes à certains, mais qui ne résistent pas à l'analyse ». Pour lui, « il y a un nom pour cette méthode qui permet d'avoir l'air futé en ne disant rien de profond : le baratin ou, version anglophone, le bullshit ».
Le chercheur en neurosciences Sebastian Dieguez, auteur du livre Total bullshit ! Au cœur de la post-vérité, s'attaque également aux écrits d'Idriss Aberkane. Jugeant que Libérez votre cerveau ! « ne fait que trimballer le lecteur d'une chose à l'autre sans que l'on sache jamais où l'auteur veut en venir », il conclut qu'« un fatras ininterrompu de faits isolés, de digressions sans but, d'anecdotes et d'opinions personnelles, d'erreurs grossières, de coq-à-l'âne inexpliqués, de « théories » bidon, de truismes, d'hyperboles et d'aphorismes péremptoires, ne font pas vraiment de la bonne vulgarisation ».
En janvier 2018, le site Arrêt sur images relate une vague de pressions à l'encontre des auteurs d'articles critiques envers Aberkane. Les auteurs, éditeurs et hébergeurs desdits articles ont reçu une mise en demeure de la part de l'avocat des Éditions Robert Laffont demandant le retrait et le déréférencement des articles. Franck Ramus, qui dirige le master en sciences cognitives suivi par Aberkane, qualifie les concepts développés par ce dernier de « neurofoutaises » et de « pures inventions qui n'ont aucun fondement scientifique ». Pour lui, « ce que fait Idriss Aberkane n'est pas très différent de ce que font bien d'autres écrivains à succès et gourous médiatiques. Ce qui est désagréable pour les chercheurs du domaine, c'est qu'il revendique une crédibilité scientifique qu'il n'a pas ».
En 2020, il prétend avoir résolu la conjecture de Syracuse, ce que réfutent catégoriquement les mathématiciens qui se sont penchés sur sa proposition à la suite de la sollicitation du journal L'Express en 2022. Notamment, Fabien Durand, enseignant-chercheur à l'université de Picardie Jules-Verne et président de la Société mathématique de France, estime qu'Aberkane a commis des erreurs et que « la plupart de ses preuves sont d'un niveau de première année de licence, voire de lycée ».

#### Plagiat lors de la rédaction de sa thèse
L'Express rapporte qu'Idriss Aberkane est soupçonné d'avoir plagié le chapitre 13 de sa thèse de doctorat soutenue en février 2016. Dans les 47 pages de ce chapitre, il aurait copié quasi intégralement la documentation du Chromium Embedded Framework (en) publié sur Internet avant la soutenance de celle-ci. Le comité d'éthique de l'École polytechnique doit traiter ce dossier qui pourrait aller jusqu'à la suppression du doctorat associé.
Finalement, en 2023, Benoît Deveaud, qui a dirigé le comité d'éthique de polytechnique chargé de l'enquête, confirme ce plagiat et annonce la sanction proposée, à savoir le retrait du doctorat d'Idriss Aberkane.
En 2021, un chapitre de 47 pages de cette thèse s'avère comporter un plagiat : un copié-collé presque intégral de lignes de codes du logiciel opensource Chromium Embedded Framework, ce qu'il dément,. Après enquête et confirmation du plagiat, une commission éthique de l'École polytechnique propose en septembre 2022 l'annulation du doctorat Idriss Aberkane. La commission ajoute que le conférencier a en outre fourni des réponses jugées « agressives et insultantes » et accompagnées de menaces de poursuites judiciaires. 
La sanction n'est cependant pas appliquée car Idriss Aberkane a commencé sa thèse à Polytechnique et l'a présentée à l'Université Paris-Sarclay, celle-ci renvoie alors vers Polytechnique la charge d'exécuter la sentence ce que Polytechnique répond ne pouvoir juridiquement réaliser,.

#### Conférences sur l'histoire et la géopolitique
En mars 2023, Aberkane sort une nouvelle conférence en vidéo sur sa chaîne YouTube dans laquelle il invite ses auditeurs à envisager que le séisme qui a touché le mois précédent la Turquie et la Syrie puisse avoir été déclenché artificiellement par une technologie américaine. Pour justifier son hypothèse, il affirme que le célèbre ingénieur Nikola Tesla aurait, dès les années 1930, réussi à « faire trembler des bâtiments entiers avec de tout petits résonateurs », et avance pour preuve d'une volonté américaine de nuire à la Turquie, une supposée complicité de la CIA dans la tentative de coup d'État ayant ciblé le gouvernement turc en 2016. Le journaliste et essayiste David Medioni, dans Franc-Tireur, qualifie cette conférence de « melting-pot indigeste » reliant de façon « délirante » au séisme qui en est le sujet, des événements de l'actualité géopolitique sans rapport, et des théories complotistes comme les « Twitter files ».

### Sur ses conférences sur le développement personnel
Dans ses conférences, Idriss Aberkane évoque la neuroergonomie. Cependant des neuroscientifiques relèvent que celles-ci ne concernent pas en réalité ce sujet et ne sont constituées que d'« anecdotes et néologismes par dizaines, name dropping à foison » dans le but unique d'impressionner les spectateurs. Selon L'Express, l'aura d'Aberkane s'explique par un fort relais médiatique à travers des interviews dont il a bénéficié en tant qu'ex-chroniqueur au Point jusqu'en 2021. D'après Thomas C. Durand cette situation est l'« illustration de l'effet gourou, un mécanisme qui amène des individus à admirer et à juger profonds des énoncés qu'ils ne comprennent pas » en séduisant « les curieux qui cherchent un sens caché dans ses banalités ». Il précise qu'Aberkane est selon lui « grillé et se tourne vers la sphère complotiste ».

### Accusation d'atteinte à la liberté de la presse
En 2022, dans le cadre d'une interview sur ses conférences sur le développement personnel, Idriss Aberkane enregistre l'entretien avec les journalistes de L'Express avec leur consentement en s'engageant à ne pas diffuser publiquement l'interview « pour un usage commercial ou non, sur les réseaux sociaux ou ailleurs ». Néanmoins, selon ces derniers, il rompt son engagement et l'hebdomadaire lui envoie alors une mise en demeure. Les journalistes de L'Express rapportent que le conférencier a alors utilisé celle-ci pour « pour se victimiser et crier à la tentative de censure » et qu'il « s'était autorisé des propos paranoïaques et méprisants » qui peuvent engendrer « la haine des journalistes dans les réseaux complotistes ». Après la diffusion de l'interview, la rédaction de L'Express affirme que ses journalistes ont été rapidement pris pour cible sur les réseaux sociaux et ont « reçu des dizaines de messages méprisants et insultants ». La rédaction estime que de telles pratiques d'exposition à la vindicte de milliers d'abonnés d'Aberkane avaient pour objectif de les intimider.
Selon L'Express, l'enregistrement est publié sur le site complotiste FranceSoir et serait « à l'encontre de ce qui avait été convenu ». Le site de désinformation justifie son choix dans le but de « contribuer au débat d'intérêt général sur les pratiques du monde journalistique contemporain » en se reposant sur la Charte de Munich de 1971. Selon Rudy Reichstadt, cette charte écrite dans un contexte médiatique différent de l'époque actuelle est « suffisamment généraliste pour pouvoir prêter le flanc à ce genre d'utilisations fallacieuses » et il précise qu' « à l'ère de la post-vérité, il devient donc aisé de dénoncer un manquement au premier devoir de "respect de la vérité", alors même que tout le monde ne s'accorde plus sur la notion même de "vérité" ».
En novembre 2022, Aberkane lance une campagne de dénigrement du site de vérification des faits Fact & Furious. Selon Libération, le conférencier, avec le soutien du site complotiste France-Soir, a déclenché une campagne de harcèlement sur les réseaux sociaux qui a abouti à la fermeture du site et au harcèlement de ses principaux contributeurs,. Il affirme que les informations mises sur le site sont expressément créées pour être ajoutées sur Wikipédia.

### Sur ses propos concernant la pandémie de Covid-19
Idriss Aberkane relaie plusieurs informations erronées sur la pandémie de Covid-19 et est devenu l'une des figures de la complosphère antivax en relayant des infox sur les réseaux sociaux et distingue « par la propagation de fausses informations »,.
Le conférencier partage régulièrement des tweets et déclarations de nombreuses personnalités qui participent à la désinformation sur la Covid-19 telles que l'avocat Fabrice Di Vizio ou le collectif antivax Verity France,. Selon Rudy Reichstadt, « il essaye de trouver dans l'écosystème complotiste un nouveau public. Il s'est grillé partout avant, il ne lui reste plus que ça. ».

#### 2020
Le 23 mars 2020, il publie une vidéo sur YouTube intitulée « Raoult est notre Rommel » où il compare le professeur Didier Raoult à Erwin Rommel, un général allemand de la Seconde Guerre mondiale n'ayant pas commis de crime de guerre ou de crime contre l'humanité. D'après Arrêt sur images, cette vidéo portant sur la chloroquine « a été vivement critiquée par d'autres chercheurs en neurosciences, estimant qu'il évoquait de manière trompeuse des éléments factuels disparates pour appuyer son opinion » en minimisant notamment le fait que la dose mortelle de ce médicament est « facilement atteignable » ou « que la décision de le retirer de la vente libre précède l'apparition du Covid-19 ».
Le 9 décembre de la même année, il publie une vidéo encore sur YouTube intitulée « Raoult avait raison ! Donc on essaye de l'abattre », dans laquelle il défend le traitement à l'hydroxychloroquine proposée par Didier Raoult. La source qu'il mentionne pour appuyer son argumentation, le site hcqmeta.com, est une supposée « méta-analyse la plus rigoureuse et approfondie jamais conduite sur les publications scientifique sur l'HCQ ». Or, selon Sciences et Avenir, hcqmeta.com ne présente pas une méta-analyse, puisque le site ne fait que répertorier les études concernant l'hydroxychloroquine, et ne démontre pas l'efficacité du traitement.

#### 2021
En juin 2021, Idriss Aberkane prétend sur Twitter que la chaîne de télévision américaine Fox news aurait finalement admis que « l'hydroxychloroquine fonctionne contre le SARS-CoV-2 ». En réalité, l'extrait diffusé accordait la parole à des intervenants qui avançaient des arguments controversés qui ne permettent pas de prouver l'efficacité de l'hydroxychloroquine contre la Covid.
En novembre 2021, Aberkane affirme toujours sur Twitter que le PDG de Pfizer vient de pénétrer dans le territoire israélien sans être vacciné. L'essayiste fonde en réalité son propos sur un document de mars 2021. Le même mois, il certifie que les autorités de santé allemandes ont déjà préparé un scénario de rappel de trois autres doses de vaccin en s'appuyant sur un document prétendument issu de l'institut Robert-Koch de Berlin, spécialisé en maladies infectieuses et maladies non transmissibles. L'Institut affirme pourtant ne pas être à l'origine du fichier. En décembre 2021, l'essayiste affirme à tort que le témoignage d'un patient en faveur du vaccin aurait été manipulé par les médias. Durant la même période, il partage une information qui prétendait qu'un article publié dans le dictionnaire Vidal « déconseille catégoriquement le panachage des vaccins Pfizer et Moderna ». Cette affirmation fut contredite par l'auteur de l'article en question qui confirme que cette infox était en réalité une interprétation abusive d'un article non mis à jour,.
En décembre 2021, Aberkane affirme qu'un document interne de Pfizer dévoilait selon lui la liste des effets secondaires graves du vaccin contre la Covid. Il s'agissait en réalité d'une liste qui comprend tous les effets surveillés, mais pas nécessairement ceux liés au vaccin en particulier.
Le 16 décembre 2021, il remet en cause le témoignage d'un patient atteint de Covid filmé en réanimation et décédé peu après en se prévalant de la présence de ce témoin au même moment dans deux hôpitaux différents, l'un à Montreuil et l'autre à Nice. Libération et d'autres sites de fact-checking réfutent ces allégations en prouvant que le malade en question est mort quelques jours après son témoignage,, et qu'en réalité, il s'agissait d'une simple ressemblance entre les deux patients.

#### 2022
En janvier 2022, Idriss Aberkane publie une vidéo intitulée « 18 mensonges contre Didier Raoult » et qui sera relayée par ce dernier. Le quotidien Midi libre précise que « ses arguments s'appuient sur des sources parcellaires » et utilise « une rhétorique abondamment utilisée par les complotistes ».
En février 2022, il relaie sur Twitter une infox affirmant qu'un enseignant italien s'était immolé après une suspension pour défaut de passe sanitaire. En réalité, l'enseignant était vacciné et ce geste n'était pas en protestation au passe sanitaire.
En août 2022, il affirme toujours sur Twitter qu'« une étude suédoise » montrait que les vaccins Pfizer/BioNTech et Moderna basés sur la technologie de l'ARN messager modifient le génome humain. Cependant, La Libre Belgique remarque qu'aucune étude publiée depuis le début de la recherche sur la Covid ne démontre cette affirmation.

### Diffusion d'infox, accusations de complotisme et de cyberharcèlement
En janvier 2022, Idriss Aberkane affirme sur Twitter que l'Arizona avait déclaré le bitcoin comme une monnaie légale. L'AFP précise que l'information est fausse et qu'elle se fonde sur une proposition de loi déposée par une sénatrice américaine, Wendy Rogers (en), qui n'a pas été approuvée ni débattue au niveau parlementaire.
Durant la même période, Aberkane affirme encore sur Twitter que des avocats américains auraient « obtenu 2 milliards de dollars de réparation » à la suite du « scandale du Gardasil », vaccin contre les infections à papillomavirus humain liées aux cancers du col de l'utérus. Après avoir contacté les avocats cités, l'AFP contredit les propos d'Aberkane et précise qu'à ce jour aucun procès n'a encore eu lieu. L'argent obtenu correspond en réalité à une indemnité exigée à Monsanto/Bayer lors d'un procès d'un cas de cancer causé par le Roundup en 2019. Le Centre national de référence papillomavirus précise par ailleurs « qu'il n'existe pas de preuves scientifiques d'effets indésirables sévères du vaccin ».
En février 2022, il relaie une infox qui prétend que le Premier ministre du Canada, Justin Trudeau, avoue avoir payé la presse pour bénéficier d'un traitement médiatique favorable. L'infox relayée était une vidéo sciemment coupée afin de tromper les internautes.
En mai de la même année, il affirme que l'État de New York a fait de la publicité pour du Fentanyl dans le métro alors qu'il s'agissait en réalité d'une campagne de prévention contre l'analgésique opioïde.
En septembre 2022, selon Le Monde, Idriss Aberkane fait partie d'un groupe de personnalités « controversées » ayant relayé hors contexte les propos de l'astronaute Thomas Pesquet, propos qui ont relancé les théories conspirationnistes sur le programme Apollo selon lesquelles le NASA aurait monté un canular et que les humains n'auraient jamais mis les pieds sur la Lune.
Fin 2023, après que Aberkane s'indigne sur les médias sociaux que « quinze ans de prison » aient été « requis contre un officier de gendarmerie qui a fait son travail et effectué les sommations réglementaires avant d'ouvrir le feu sur un narcotrafiquant fugitif », Libération relève que son discours est mensonger.
Début 2024, il fait l'objet, avec André Bercoff et Xavier Azalbert, d'une plainte pour cyberharcèlement déposée par le vidéaste Thomas C. Durand.
Lorsque Joe Biden retire sa candidature aux élections de 2024, se basant sur un tweet d'une « journaliste citoyenne », il déclare sur X « Voilà l'AFP factuel la queue entre les jambes qui nettoie ses articles de « fact-checking » déclarant mordicus que Biden était en pleine santé. Quelle surprise ! » et ajoute « Leur parole ne vaut rien ». En réalité, l'article en question n'a jamais été modifié depuis sa publication.
Début 2025, il fait circuler sur Instagram le mythe selon lequel le Ku Klux Klan aurait été fondé par le Parti démocrate.

### Sur ses propos au sujet de l'invasion russe de l'Ukraine
Idriss Aberkane est cité par L'Express parmi les personnalités de la « complosphère » relayant la propagande du Kremlin à partir du début de l'invasion de l'Ukraine par la Russie en 2022. Il voit dans les manifestations, en Ukraine en 2014 contre l'annexion russe de la Crimée, la main de la CIA. Dans une vidéo publiée en septembre 2022, alors que la Russie a envahi l'Ukraine, le conférencier affirme également que l'ancien président des États-Unis, Barack Obama, serait toujours « le chef des États-Unis » et chercherait à déstabiliser la Russie à tout prix. 
En mars 2022, il diffuse une infox qui prétend que l'OTAN a fourni des ordinateurs à un groupe d'extrême droite ukrainien. En juin 2023, dans le contexte de la guerre en Ukraine, il affirme que Vladimir Poutine aurait orchestré la mutinerie du groupe Wagner afin d'encourager l'Ukraine dans son conflit face à la Russie dans le cadre d'une maskirovka.

### Passage à Neuchâtel
Entre 2017 et 2021, Idriss Aberkane est fortement présent dans le canton de Neuchâtel où il fonde plusieurs sociétés et la « fondation Bioniria ». Durant cette période, il aura des démêlés judiciaires et les personnes qui ont travaillé avec lui parlent d'un « magnétisme » mais également d'un discours dérangeant. D'autres remettent en doute son travail en s'interrogeant pour savoir s'il s'agit d'un « mec génial ou d'un escroc ». Selon des témoins, Idriss Aberkane a un réseau important, notamment Gunter Pauli, entrepreneur décrié membre du Club de Rome, ou Jacques Attali.

#### Condamnation pour gestion déloyale et calomnie
En décembre 2020, la RTS annonce que la justice du canton de Neuchâtel enquête sur Idriss Aberkane pour « gestion déloyale ». Il est soupçonné d'avoir confondu ses comptes personnels et ceux de sa société General Bionics, notamment pour payer ses impôts en France. L'enquête est déclenchée par la dénonciation, fin 2019, d'un couple d'investisseurs de General Bionics, s'estimant lésés à hauteur de centaines de milliers de francs suisses,. Ces deux Neuchâtelois ont prêté 350 000 francs suisses à la société et redoutant la faillite pensent avoir été grugés. De son côté, Aberkane rejette la faute sur ses associés successifs, qui, selon lui, auraient notamment tenté de lui faire signer des reconnaissances de dettes infondées. Quant à la société General Bionics, elle est en liquidation, et ses avoirs en Suisse sont gelés.
En 2024, Idriss Aberkane est convoqué devant le Tribunal de police, à Boudry, pour infractions de gestion déloyale et faux dans les titres en liens avec la faillite de sa société GBionics en 2021. Il est également poursuivi pour calomnie à l'encontre de la procureure neuchâteloise qui suivait l'affaire. Le Ministère public de la Confédération considère qu'Idriss Aberkane est « sans domicile connu » en France.
Idriss Aberkane comparaît devant le tribunal le 13 décembre 2024. Il s'est présenté avec un sauf-conduit « lui assurant de quitter le territoire suisse à l'issue du verdict. ». Selon lui, la situation financière de Gbionics est due à ses deux associés en charge de la partie financière. Ceux-ci lui auraient fait perdre un contrat avec l'Université Mohammed VI Polytechnique. La société lui devrait encore 500 000 francs suisses et souhaite une levée des séquestres des comptes. Aberkane se considère comme la victime de ses deux associés. Le dossier de faillite est intégré à la procédure. Le 30 mai 2025, la justice neuchâteloise le condamne à une peine pécuniaire avec sursis pendant deux ans, pour gestion déloyale. Le Ministère public, comme le condamné, annoncent vouloir faire recours contre la décision. Idriss Aberkane annonce avoir déposé une plainte en France auprès d'un tribunal de Paris contre le Ministère public suisse neuchâtelois.

## Publications
- Économie de la connaissance, Paris, Fondation pour l'innovation politique, 2015, 48 p. (ISBN 978-2-36408-082-9).
- Libérez votre cerveau ! : traité de neurosagesse pour changer l'école et la société (préf. Serge Tisseron) (extrait de la thèse de doctorat Mind Ergonomy for the Knowledge Economy: Software Neuroergonomics and Biomimetics for the Knowledge Economy. Why? How? What?, 2016, no 2016SACLX005), Paris, Robert Laffont, coll. « Réponses », 2016, 283 p. (ISBN 978-2-221-18758-6 et 978-2-221-18906-1, lire en ligne) ; coll. « Pocket / Évolution », 2018, 358 p.  (ISBN 978-2-266-27857-7).
- L'Âge de la connaissance : traité d'écologie positive, Paris, Robert Laffont, coll. « Réponses », 2018, 363 p. (ISBN 978-2-221-20203-6 et 978-2-221-21534-0, lire en ligne) ; coll. « Pocket / Évolution », 2019, 490 p.  (ISBN 978-2-266-29201-6).
- i : poésies et théories, Montréal, VLB, 2020, 575 p. (ISBN 979-10-96394-37-1).
- Capitaine Kwaste : mieux que la décroissance, la croissance paulienne ! (ill. Fanny Didou), Chanverrie, SuperFrance, 2020, 120 p. (ISBN 978-2-9573655-0-0).
- Le triomphe de votre intelligence : pourquoi vous ne serez jamais remplacé par des machines, Paris, Robert Laffont, 2022, 309 p. (ISBN 978-2-221-21894-5 et 978-2-221-22178-5, lire en ligne) ; coll. « Pocket / Évolution », 2023, 430 p.  (ISBN 978-2-266-31655-2).

### Publications et références primaires
1. ↑  (en) Idriss J. Aberkane, « A Simple Paradigm for Nooconomics, the Economy of Knowledge », dans Paul Bourgine (dir.), Pierre Collet (dir.), Pierre Parrend (dir.), First Complex Systems Digital Campus World E-Conference 2015, Cham, Springer, coll. « Springer Proceedings in Complexity », 2017, VIII-424 p. (ISBN 978-3-319-45900-4 et 978-3-319-45901-1, DOI 10.1007/978-3-319-45901-1_30, HAL hal-01291105, lire en ligne), p. 271, 2e paragraphe.